# Kjartan Poskitt
Kjartan Poskitt (ur. 15 maja 1956) - autor książek dla dzieci i młodzieży, prezenter telewizyjny. Znany głównie jako autor serii Murderous Maths (Zabójcza matma), w Polsce wydawanej w ramach serii Monstrrrualna erudycja. Napisał także książki Ta porażająca Galaktyka (ang. The Gobsmacking Galaxy) w serii The Knowledge (w Polsce w ramach serii Monstrrrualna erudycja) oraz Isaac Newton i jego jabłko (ang. Isaac Newton and His Apple) w serii Sławy z krypty (książka w Polsce nie została jeszcze wydana).
Poskitt jest także prezenterem telewizyjnym BBC, gdzie prowadzi programy edukacyjne dla dzieci.